# Higer
La Higer Bus Company Limited, commercialisée sous le nom HIGER, est un constructeur chinois d'autobus, d'autocars, de minibus et de pick-ups basé à Suzhou. Fondée en 1998, elle est une filiale de King Long.
Le 8 septembre 2016, le ministère des Finances a nommé cinq entreprises typiques en difficulté, dont GMC, Suzhou Jinlong, Wuzhoulong, Chery Wanda et Shaolin Bus, lors d'une inspection spéciale des fonds de subvention pour la promotion et l'application de véhicules à énergies nouvelles. Parmi eux, Suzhou Jinlong comptait 1 683 véhicules à énergie nouvelle et 520 millions de yuans de fonds de subventions en 2015, devenant ainsi le « fraudeur aux subventions » avec le plus grand nombre de véhicules illégaux et le montant le plus élevé. L'avis indiquait que la subvention de l'État de 520 millions de yuans serait supprimée et que Suzhou Jinlong se verrait infliger une amende de 260 millions de yuans.

## Histoire
La Higer Bus Company Limited est fondée à Suzhou en décembre 1998. 1000 véhicules sont fabriqués la première année, et en 2005, Higer fabrique plus de 10 000 véhicules. Principalement orientée vers l'exportation, l'entreprise décide d'envoyer 500 bus aux Jeux asiatiques de 2006 à Doha, puis 1000 en Russie l'année suivante. L'entreprise décide aussi d'augmenter ses exportations vers l'Amérique du Nord.
Depuis septembre 2006, Higer fabrique des autocars en collaboration avec la marque suédoise Scania, les SCANIA HIGER A 80. Le corps est fabriqué par Higer, tandis que le chassis est fourni par la société suédoise. Le modèle est introduit à l'Union Européenne en 2008 après avoir passé les tests de sécurité routière. En mars 2007, un nouveau modèle est issu de leur coopération, le SCANIA HIGER A90, qui permet à Higer de décrocher le titre de fabricant d'autocars avec le meilleur équipement de sécurité au salon automobile de Shanghai de 2007 et de 2008.
En août 2009, une procession du Ramadan au Qatar de 325 autobus Higer établit le record Guinness de la plus longue procession d'autobus, totalisant plus de 5 kilomètres. En 2010, la marque réussit à produire pour la première fois 20 000 véhicules, et elle décide d'investir 200 millions de 元 pour l'implantation de la cataphorèse dans la production de ses modèles, dont l'ajout est officialisé en 2011.
Au cours des années suivantes, Higer décide d'augmenter ses exportations vers l'Afrique. En Algérie, leur second plus grand marché en Afrique après l'Afrique du Sud, 2 258 véhicules avaient été vendus en date de 2011. Ils commencent aussi la même année des exportations vers la Libye, le Maroc et la Tunisie. Elle domine aussi le marché de la vente d'autobus en Angola depuis 2012, et réussit à dépasser ses compétiteur en Éthiopie en 2011. D'autres marchés ont aussi été ouverts au Ghana, en Zambie et au Soudan. Le marché africain est devenu très lucratif pour beaucoup d'entreprises automobiles chinoises comme Higer, puisque les constructeurs américains se sont peu à peu retirés. En 2010, ils étaient les plus grands fabricants d'autobus en Chine.
Tout comme Golden Dragon, la compagnie est une filiale de King Long, un des plus grands constructeurs d'autobus au monde. Ils ont un centre de production à Suzhou de 800 km2 et ont un centre de recherche en ingénierie automobile pour chercheurs postdoctoraux. Ils doivent aussi remplir les demandes en œuvres caritatives demandées par le gouvernement chinois, notamment en finançant la rénovation d'écoles primaires dans des régions rurales et en apportant un soutien financier à des régions touchées par des tremblements de terre, comme lors de celui de 2008 au Sichuan.

## Modèles
Higer fabriquent 300 modèles différents d'autobus dont la longueur varie de 6 à 13 mètres. Leurs autobus comprennent des autocars, des minibus, des midibus, des autobus articulés et des bus à impériale. Ils peuvent aussi construire des autobus scolaires.
Avec Scania, Higer produit plusieurs modèles d'autocars dont la vente est assurée par Scania en Europe, comme le Scania-Touring et le Scania-Higer A30,. Ils vendent aussi une version revue du minibus Toyota Ventury (de) et ont un partenariat avec l'entreprise srilankaise Micro Cars (en).
Depuis 2011, ils vendent des pick-ups à cabine double, les Higer H5P. Ils construisent aussi des autobus à batteries (en) avec l'entreprise bulgare Chariot Motors, qui ont notamment été commandés par la ville de Graz pour entrer en service en 2017.

### Autocars

#### Série A
- A30
- A50
- A80 (aussi connu sous le nom de Scania Touring HD)
- A90 KLQ6127Q
- A95 KLQ6127D
- A98 KLQ6147S

#### Série V
- V90 KLQ6109
- V92/91 KLQ6129/KLQ6119
- V91 KLQ6119T
- V92 KLQ6129T

#### Série H
- H92 KLQ6125A/B
- H94 KLQ6145D
- H94 KLQ6145B
- H92/H91 KLQ6125/KLQ6115

#### Nouvelle série H
- H92 KLQ6142B
- Dreamscape
- H92 KLQ6122D
- H91 KLQ6112HA

### Autobus de ville

#### Série B
- B98H KLQ6181G
- B94H KLQ6140GQ
- B92H KLQ6129GQ1
- B90H KLQ6109G
- B90V KLQ6108G
- B8H KLQ6850G
- B7H KLQ6770G
- KLQ6119GS
- KLQ6903G

### Autobus électriques
- Autobus électriques hybrides 
  - KLQ6129GHEV
  - KLQ6109GHEV
  - KLQ6129GQHEV
- Autobus à hydrogène
  - KLQ6129GQH2
- Autobus électriques
  - KLQ6129GEV
  - KLQ6125GEV
  - KLQ6109GEV (Hypers)[14]
- Autobus de ville à gaz naturel
  - KLQ6129GC
  - KLQ6119GC
  - KLQ6108GC
- Autocars à gaz naturel
  - H92-KLQ6125B1C
  - H90-KLQ6115HQC
  - H8-KLQ6858C

### Autobus scolaire
- KLQ6116X (53+2+1 sièges)
- KLQ6106X (53+2+1 sièges)
- KLQ6896X (46+2+1 sièges)
- KLQ6806X (39+1+1 sièges)
- KLQ6756X (38+1+1 sièges)
- KLQ6606X (23+1+1 sièges)
- KLQ6590X (18 sièges)

### Trambus
- KLQ6181G (161/38+1 sièges)

### Voitures
Higer commence leur production de véhicules légers en mars 2010. Ils offrent notamment des pick-ups et des camionnettes.
- Higer H4E (en)
- Higer Paradise (en) (H5V/H6V)
- Higer H5C (en) / Higer H6C
- Higer Yujun (en) (H5P)
- Higer H7V
- Higer Longwei (en)

| Camionnette blanche au devant court et de forme carrée. |
| Higer H4E.                                              |

| Camionette blanche au devant en pente avec longues fenêtres sur les côtés. |
| Higer H5C.                                                                 |

| Camionnette blanche avec longues fenêtres sur les côtés et bandes noires sur les contours. |
| Higer Paradise (H6V).                                                                      |

| Pick-up vert forêt de taille moyenne et à quatre portes. |
| Higer Yujun.                                             |

| Pick-up gris pâle, de plus grande taille que le premier et à quatre portes. |
| Higer Longwei.                                                              |

| Autocar blanc portant les couleurs d'une entreprise de voyages jaune et rouge. |
| Higer KLQ6123.                                                                 |